# Schaschkiw
Schaschkiw (ukrainisch Жашків; russisch Жашков Schaschkow) ist eine ukrainische Stadt mit 14.146 Einwohnern (2014) in der Oblast Tscherkassy, im Zentrum der Ukraine. Die Stadt war bis Juli 2020 der Verwaltungssitz des Rajons Schaschkiw.

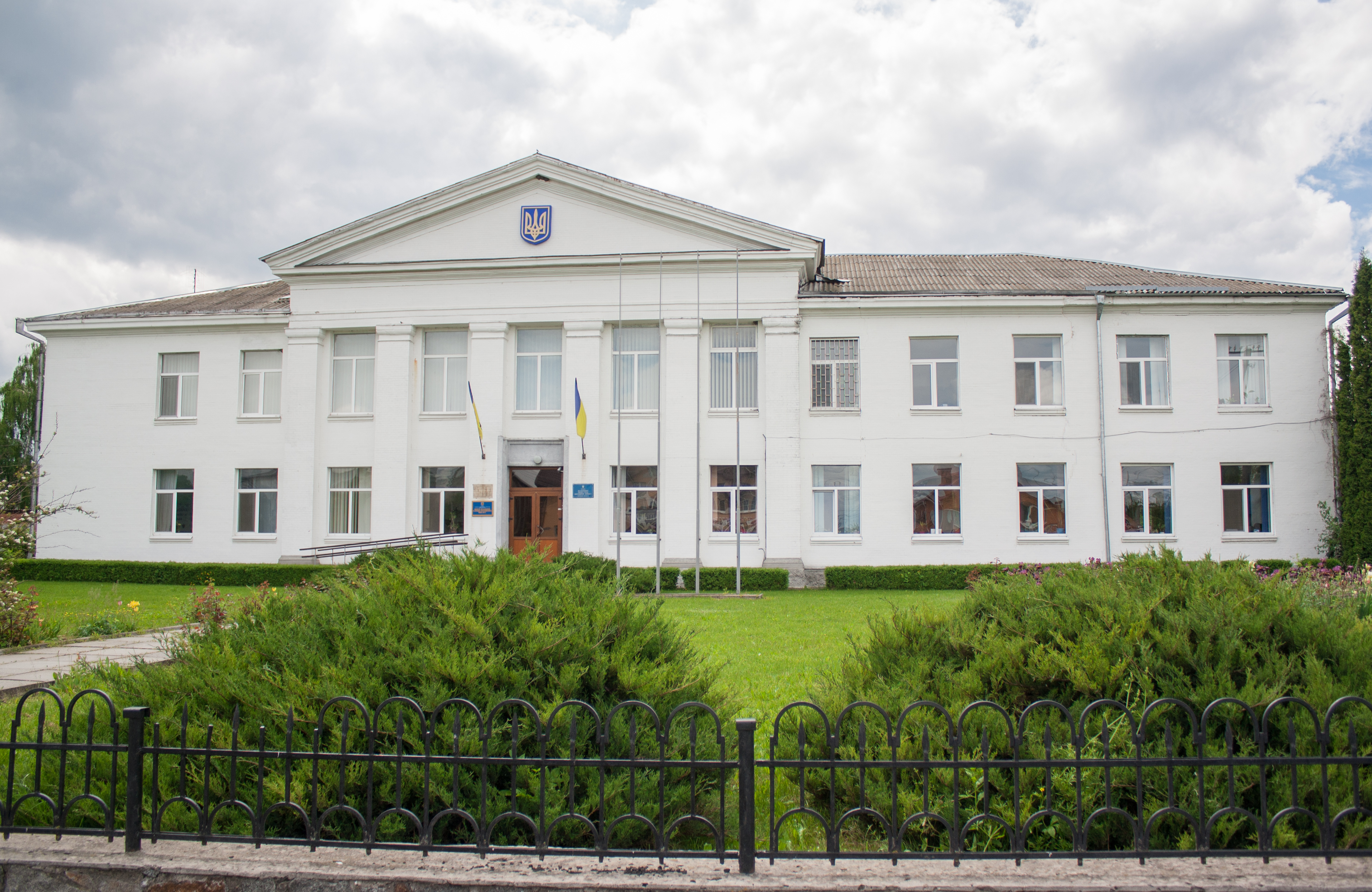
Verwaltungsgebäude im Ort

## Geografie
Schaschkiw liegt in der Oblast Tscherkassy im Rajon Schaschkiw, deren Verwaltungssitz sie ist. Die Ortschaft liegt am Torch, einem kleinen Nebenfluss des Hirskyj Tikytsch. Kiew liegt 137 km Luftlinie nordöstlich und Tscherkassy 143 km (östlich) von Schaschiw.

### Nachbargemeinden
Schaschkiw grenzt im Norden an Skybyn, im Osten an Teteriwka, im Süden an Marijka und im Osten an Lemischtschycha.

## Verwaltungsgliederung
Am 8. August 2017 wurde die Stadt zum Zentrum der neugegründeten Stadtgemeinde Schaschkiw (ukrainisch Жашківська міська громада/Schaschkiwska miska hromada), zu dieser zählten auch die 4 Dörfer Lytwyniwka, Marijka, Skybyn und Wilschanka, bis dahin bildete sie die gleichnamige Stadtratsgemeinde Schaschkiw (Жашківська міська рада/Schaschkiwska miska rada) im Norden des Rajons Schaschkiw.
Am 12. Juni 2020 kamen noch die 22 in der untenstehenden Tabelle aufgelisteten Dörfer sowie die Ansiedlung Adamiwka zum Gemeindegebiet.
Am 17. Juli 2020 kam es im Zuge einer großen Rajonsreform zum Anschluss des Rajonsgebietes an den Rajon Uman.
Folgende Orte sind neben dem Hauptort Schaschkiw Teil der Gemeinde:
| Name                     | Name               | Name                                    |
| ukrainisch transkribiert | ukrainisch         | russisch                                |
| ------------------------ | ------------------ | --------------------------------------- |
| Adamiwka                 | Адамівка           | Адамовка (Adamowka)                     |
| Bespetschna              | Безпечна           | Беспечная (Bespetschnaja)               |
| Busiwka                  | Бузівка            | Бузовка (Busowka)                       |
| Chyschnja                | Хижня              | Хижня (Chischnja)                       |
| Konela                   | Конела             | Конела                                  |
| Konelska Popiwka         | Конельська Попівка | Конельская Поповка (Konelskaja Popowka) |
| Konelski Chutory         | Конельські Хутори  | Конельские Хутора (Konelskije Chutora)  |
| Krywtschunka             | Кривчунка          | Кривчунка (Kriwtschunka)                |
| Lemischtschycha          | Леміщиха           | Лемещиха (Lemeschtschicha)              |
| Lytwyniwka               | Литвинівка         | Литвиновка (Litwinowka)                 |
| Marijka                  | Марійка            | Марийка (Marijka)                       |
| Meduwata                 | Медувата           | Медоватая (Medowataja)                  |
| Odaj                     | Одай               | Одай (Odai)                             |
| Oleksandriwka            | Олександрівка      | Александровка (Aleksandrowka)           |
| Ostroschany              | Острожани          | Острожаны                               |
| Puhatschiwka             | Пугачівка          | Пугачовка (Pugatschowka)                |
| Sabadasch                | Сабадаш            | Сабадаш                                 |
| Schuljaky                | Шуляки             | Шуляки (Schuljaki)                      |
| Schytnyky                | Житники            | Житники (Schitniki)                     |
| Selenyj Rih              | Зелений Ріг        | Зелёный Рог (Seljony Rog)               |
| Skybyn                   | Скибин             | Скибин (Skibin)                         |
| Sokoliwka                | Соколівка          | Соколовка (Sokolowka)                   |
| Sorokotjaha              | Сорокотяга         | Сорокотяга (Sorokotjaga)                |
| Teteriwka                | Тетерівка          | Тетеревка (Teterewka)                   |
| Tychyj Chutir            | Тихий Хутір        | Тихий Хутор (Tichi Chutor)              |
| Wilschanka               | Вільшанка          | Ольшанка (Olschanka)                    |
| Worone                   | Вороне             | Вороное (Woronoje)                      |

### Klima
Das Klima in Schaschkiw ist im Sommer sehr angenehm bei einer durchschnittlichen Temperatur von 17 °C im August und 18 °C im Juli. Jedoch muss in dieser Zeit auch mit häufigem Regen gerechnet werden. Im Winter liegen die Temperaturen im Januar bei durchschnittlich -5 °C und im Februar bei -4 °C.
Die Klimawerte und Klimadaten stammen von der Wetterstation aus dem etwa 55 km von Schaschkiw entfernten Uman. Höchst- und Tiefsttemperaturen sind derzeit nicht bekannt.
|                        | Jan | Feb | Mär | Apr | Mai | Jun | Jul | Aug | Sep | Okt | Nov | Dez |   |     |
| Mittl. Temperatur (°C) | −5  | −4  | 0   | 7   | 14  | 17  | 18  | 17  | 13  | 7   | 1   | −2  | ⌀ | 7   |
|                        |     |     |     |     |     |     |     |     |     |     |     |     |   |     |
| Niederschlag (mm)      | 42  | 39  | 37  | 46  | 55  | 84  | 78  | 57  | 47  | 35  | 46  | 43  | Σ | 609 |

|  |

|  |

|  |

|  |

|  |

|  |

|  |

|  |

|  |

|  |

|  |

|  |

|  |

|  |

|  |

|  |

|  |

|  |

|  |

|  |

|  |

|  |

|  |

|  |

| N i e d e r s c h l a g | 42  | 39  | 37  | 46  | 55  | 84  | 78  | 57  | 47  | 35  | 46  | 43  |
|                         | Jan | Feb | Mär | Apr | Mai | Jun | Jul | Aug | Sep | Okt | Nov | Dez |

## Bevölkerung

### Einwohnerentwicklung
Die Bevölkerung in Schaschkiw ist seit der Bekanntmachung 1972 leicht gestiegen und liegt 2013 bei 14.485.
| 1972 | 13700       | 1989 | 16484 | 2001 | 15600–15853 |
| 2005 | 15284–15800 | 2007 | 14800 | 2009 | 14400       |

## Geschichte

### Geschichte der Stadt Schaschkiw
Schaschkiw wurde im Jahr 1636 gegründet und wurde auch in diesem Jahr erstmals erwähnt. Während des Zweiten Weltkriegs war die Stadt vom 19. Juli 1941 bis zum 7. Oktober 1944 von den Achsenmächten besetzt. Im Jahr 1956 wurde Schaschkiw der Status einer Stadt zugeteilt.

### Bauwerke
In Schaschkiw wurden seit der Unabhängigkeit zahlreiche Bauwerke errichtet. Unter anderem fünf allgemeinbildende Schulen, sechs Kindergärten, eine Musikschule, ein Jugendhaus, ein Technisches Trainingshaus, Krankenhäuser, fünf Apotheken, zwei Kulturhäuser, ein Stadion, ein Kino, drei Bibliotheken, ein Historisches Museum, mehrere Banken, zwei orthodoxe Kirchen und ein Bethaus.
In der Stadt befindet sich ein Lenindenkmal sowie ein Denkmal zu Ehren Taras Schewtschenkos.
Des Weiteren gibt es Gedenkstätten zu Ehren der Gefallenen im Afghanistankrieg, für die Opfer der Nuklearkatastrophe von Tschernobyl und des Holodomor.

## Sport

### Fußballverein
In Schaschkiw besteht der Fußballverein „Kolos“, der derzeit in der zweiten „Cherkasnoyi Liga“ spielt. Seit 2002 gibt es eine Junior-Fußballschule, die talentierte Spieler fördert und unterstützt.

## Verkehr

### Straßenverkehr
Schaschkiw liegt an der ukrainischen Fernstraße M 05, die von Kiew nach Odessa verläuft und in diesem Abschnitt auch die Europastraße 95 bildet. Im Oktober 2004 wurde sie durchgehend als vierspurige Autobahn eröffnet.
Außerdem liegt Schaschkiw an der T2405, die von Schaschkiw nach Ozirna führt sowie an der T2403, die von Oradivka nach Moshny verläuft.

### Schienenverkehr
Schaschkiw besitzt einen Bahnhof, der sich im Südwesten der Stadt befindet.

### Busverkehr
Schaschkiw hat einen Busbahnhof, der Verbindungen nach Kiew, Odessa, Bila Zerkwa und anderen Städte anbietet.

### Luftverkehr
Der nächstgelegene Passagierflughafen ist der Flughafen Kiew-Boryspil in etwa 130 km Entfernung.

## Söhne und Töchter der Ortschaft
- Schmuel Dajan (1891–1968), israelischer Schriftsteller, Politiker und Vater von Mosche Dajan, einem der Gründerväter Israels.
- Dokija Humenna (1904–1996), ukrainisch-amerikanische Schriftstellerin